# Gran Premio de Gran Bretaña de Motociclismo de 1982
El Gran Premio de Gran Bretaña de Motociclismo de 1982 fue la novena prueba de la temporada 1982 del Campeonato Mundial de Motociclismo. El Gran Premio se disputó el 1 de agosto de 1982 en el Circuito de Silverstone.

## Resultados 500cc
El italiano Franco Uncini consigue la quinta victoria de la temporada se alza con el título mundial. El italiano se encuentra a 35 puntos de su máximo rival para la lucha, el estadounidense Kenny Roberts, que sufrió una caída en esta carrera. En el podio de Silverstone, también subieron el estadounidense Freddie Spencer, segundo, y el neozelandés Graeme Crosby. 
Sería la última vez que el Mundial vería una moto de cuatro tiempos, la Honda NR 500, conducida por Ron Haslam, hasta la llegada de las motos de  MotoGP.
| Pos.     | Piloto            | Moto     | Tiempo    | Pts. |
| -------- | ----------------- | -------- | --------- | ---- |
| 1        | Franco Uncini     | Suzuki   | 42:49.64  | 15   |
| 2        | Freddie Spencer   | Honda    | +6.43     | 12   |
| 3        | Graeme Crosby     | Yamaha   | +13.74    | 10   |
| 4        | Loris Reggiani    | Suzuki   | +15.18    | 8    |
| 5        | Randy Mamola      | Suzuki   | +15.40    | 6    |
| 6        | Virginio Ferrari  | Suzuki   | +17.73    | 5    |
| 7        | Kork Ballington   | Kawasaki | +17.93    | 4    |
| 8        | Marc Fontan       | Yamaha   | +30.81    | 3    |
| 9        | Leandro Becheroni | Suzuki   | +56.73    | 2    |
| 10       | Chris Guy         | Suzuki   | +1:04.19  | 1    |
| 11       | Andreas Hofmann   | Suzuki   | +1:04.19  |      |
| 12       | Dave Dean         | Suzuki   | +1:04.47  |      |
| 13       | Jon Ekerold       | Cagiva   | +1:05.14  |      |
| 14       | Gary Lingham      | Suzuki   | +1:05.89  |      |
| 15       | Ron Haslam        | Honda    | +1:06.51  |      |
| 16       | Isao Ishikawa     | Suzuki   | +1:10.78  |      |
| 17       | Marco Lucchinelli | Honda    | +1:13.20  |      |
| 18       | Steve Parrish     | Yamaha   | +1:13.20  |      |
| 19       | Steve Henshaw     | Suzuki   | +1:13.28  |      |
| 20       | Philippe Coulon   | Suzuki   | +1:13.89  |      |
| 21       | Stu Avant         | Suzuki   | +1:23.43  |      |
| 22       | Norman Brown      | Suzuki   | +1:23.43  |      |
| 23       | Steve Williams    | Suzuki   | +1 Vuelta |      |
| 24       | Roberto Pietri    | Suzuki   | +1 Vuelta |      |
| 25       | Bob Smith         | Yamaha   | +1 Vuelta |      |
| 26       | Guido Paci        | Yamaha   | +1 Vuelta |      |
| 27       | Fabio Biliotti    | Suzuki   | +1 Vuelta |      |
| 28       | Mark Salle        | Suzuki   | +1 Vuelta |      |
| Ret      | Dennis Ireland    | Suzuki   | Ret       |      |
| Ret      | Takazumi Katayama | Honda    | Ret       |      |
| Ret      | Boet van Dulmen   | Suzuki   | Ret       |      |
| Ret      | Keith Huewen      | Suzuki   | Ret       |      |
| Ret      | Barry Woodland    | Suzuki   | Ret       |      |
| Ret      | Kenny Roberts     | Yamaha   | Ret       |      |
| Ret      | Sergio Pellandini | Suzuki   | Ret       |      |
| Ret      | Seppo Rossi       | Suzuki   | Ret       |      |
| Ret      | Graziano Rossi    | Yamaha   | Ret       |      |
| Ret      | Graham Wood       | Yamaha   | Ret       |      |
| Ret      | Robert McElnea    | Suzuki   | Ret       |      |
| Ret      | Paul Iddon        | Suzuki   | Ret       |      |
| Sources: |                   |          |           |      |

## Resultados 350cc
El piloto francés Jean-François Baldé obtuvo su tercera victoria de la temporada encima de una Kawasaki, por delante del belga Didier de Radiguès y del alemán Anton Mang. Curiosamente al frente de la clasificación general también mantienen este orden.
| Pos. | Piloto              | Moto       | Tiempo     | Pts. |
| ---- | ------------------- | ---------- | ---------- | ---- |
| 1    | Jean-François Baldé | Kawasaki   | 38.25.75   | 15   |
| 2    | Didier de Radiguès  | Chevallier | 38.26.71   | 12   |
| 3    | Anton Mang          | Kawasaki   | 38.26.87   | 10   |
| 4    | Carlos Lavado       | Yamaha     | 38.27.80   | 8    |
| 5    | Christian Sarron    | Yamaha     | 38.28.02   | 6    |
| 6    | Andy Watts          | Yamaha     | 38.32.16   | 5    |
| 7    | Donnie Robinson     | Yamaha     | 38.33.20   | 4    |
| 8    | Tony Head           | Armstrong  | 38.45.34   | 3    |
| 9    | Pekka Nurmi         | Yamaha     | 38.45.69   | 2    |
| 10   | Steve Tonkin        | Armstrong  | 38.45.78   | 1    |
| 11   | Mar Schouten        | MBA        | 38.46.05   |      |
| 12   | Karl-Thomas Grässel | Yamaha     | 39.00.05   |      |
| 13   | Gustav Reiner       | Yamaha     | 39.01.69   |      |
| 14   | Graham Young        | Yamaha     | 39.02.20   |      |
| 15   | Wolfgang von Muralt | Yamaha     | 39.02.56   |      |
| 16   | Siegfried Minich    | Rotax      | 39.03.08   |      |
| 17   | Éric Saul           | Chevallier | 39.03.36   |      |
| 18   | Paul Tinker         | Yamaha     | 39.04.33   |      |
| 19   | Eero Hyvärinen      | Yamaha     | 39.05.85   |      |
| 20   | Reino Eskelinen     | Yamaha     | 39.07.94   |      |
| 21   | Donnie McLeod       | Yamaha     | 39.10.12   |      |
| 22   | René Delaby         | Yamaha     | 39.21.20   |      |
| 23   | Jacques Bolle       | Yamaha     | 39.33.12   |      |
| 24   | Phil Mellor         | Yamaha     | 39.33.21   |      |
| 25   | Stewart Cole        | Yamaha     | 39.33.42   |      |
| 26   | Michel Simeon       | RK Beko    | 39.54.21   |      |
| 27   | Steve Wright        | Yamaha     | 39.59.64   |      |
| 28   | Edwin Weibel        | Yamaha     | + 1 Vuelta |      |
| 29   | Roger Sibille       | Yamaha     | + 1 Vuelta |      |
| 30   | Dave Griffiths      | Yamaha     | + 1 Vuelta |      |
| 31   | Marcello Iannetta   | Yamaha     | + 1 Vuelta |      |
| 32   | Jakob Manser        | Yamaha     | + 1 Vuelta |      |
| Ret  | Martin Wimmer       | Yamaha     | Ret        |      |
| Ret  | Alan North          | Yamaha     | Ret        |      |
| Ret  | Clive Horton        | Armstrong  | Ret        |      |
| Ret  | Jeffrey Sayle       | Armstrong  | Ret        |      |
| Ret  | Patrick Fernandez   | Bartol     | Ret        |      |
| Ret  | Massimo Matteoni    | Yamaha     | Ret        |      |
| Ret  | Gary Padgett        | Yamaha     | Ret        |      |
| Ret  | Graeme McGregor     | Yamaha     | Ret        |      |
| Ret  | Robert McElnea      | Yamaha     | Ret        |      |
| Ret  | Tom Drury           | Yamaha     | Ret        |      |
| Ret  | Andreas Berger      | Yamaha     | Ret        |      |
| Ret  | Christer Eliasson   | Yamaha     | Ret        |      |
| Ret  | Jose De Faveri      | Yamaha     | Ret        |      |
| Ret  | Simon Buckmaster    | Yamaha     | Ret        |      |

## Resultados 250cc
En el cuarto de litro, se impuso el alemán Martin Wimmer que obtuvo la primera victoria de su palmarés. Su compatriota Anton Mang y el francés Jean-Louis Tournadre fueron segundo y tercero respectivamente.
| Pos. | Piloto                 | Moto       | Tiempo    | Pts. |
| ---- | ---------------------- | ---------- | --------- | ---- |
| 1    | Martin Wimmer          | Yamaha     | 38.38.89  | 15   |
| 2    | Anton Mang             | Kawasaki   | 38.39.98  | 12   |
| 3    | Jean-Louis Tournadre   | Yamaha     | 38.42.27  | 10   |
| 4    | Roland Freymond        | MBA        | 38.42.38  | 8    |
| 5    | Jean-Louis Guignabodet | Kawasaki   | 38.42.73  | 6    |
| 6    | Thierry Espié          | Pernod     | 38.45.59  | 5    |
| 7    | Paolo Ferretti         | MBA        | 38.52.14  | 4    |
| 8    | Carlos Lavado          | Yamaha     | 38.52.14  | 3    |
| 9    | Christian Estrosi      | Pernod     | 38.53.40  | 2    |
| 10   | Didier de Radiguès     | Chevallier | 38.54.05  | 1    |
| 11   | Etienne Geeraerd       | Armstrong  | 38.56.06  |      |
| 12   | Patrick Fernandez      | Bartol     | 39.18.41  |      |
| 13   | Jean-François Baldé    | Kawasaki   | 39.18.41  |      |
| 14   | Pete Wild              | Yamaha     | 39.18.79  |      |
| 15   | Donnie Robinson        | Yamaha     | 39.18.79  |      |
| 16   | Tadasu Ikeda           | Yamaha     | 39.19.04  |      |
| 17   | Jean-Marc Toffolo      | Rotax      | 39.23.86  |      |
| 18   | Paul Harris            | Yamaha     | 39.29.95  |      |
| 19   | Richard Schlachter     | Yamaha     | 39.24.21  |      |
| 20   | Donnie McLeod          | Yamaha     | 39.24.68  |      |
| 21   | Pierre Bolle           | Yamaha     | 39.47.02  |      |
| 22   | Maurizio Vitali        | MBA        | 39.47.12  |      |
| 23   | Jeffrey Sayle          | Armstrong  | 39.48.16  |      |
| 24   | Steve Tonkin           | Armstrong  | 39.50.47  |      |
| 25   | Bruno Lüscher          | Yamaha     | 39.51.51  |      |
| 26   | Bengt Elgh             | Yamaha     | 39.51.60  |      |
| 27   | Eero Hyvärinen         | Yamaha     | 39.53.67  |      |
| 28   | René Delaby            | Yamaha     | 40.04.46  |      |
| 29   | Michel Simeon          | Yamaha     | 40.04.83  |      |
| 30   | Michel Galbit          | Yamaha     | 40.10.63  |      |
| 31   | Steve Wright           | Yamaha     | 40.10.83  |      |
| 32   | Johnny Scott           | Yamaha     | +1 Vuelta |      |
| 33   | Tony Head              | Armstrong  | +1 Vuelta |      |
| Ret  | Graeme McGregor        | Yamaha     | Ret       |      |
| Ret  | Clive Horton           | Armstrong  | Ret       |      |
| Ret  | Jacques Bolle          | Yamaha     | Ret       |      |
| Ret  | Mar Schouten           | MBA        | Ret       |      |
| Ret  | Massimo Matteoni       | Yamaha     | Ret       |      |
| Ret  | Sito Pons              | Rotax      | Ret       |      |
| Ret  | Phil Mellor            | Yamaha     | Ret       |      |
| Ret  | Gabriel Grabia         | Yamaha     | Ret       |      |
| Ret  | Graham Young           | Rotax      | Ret       |      |
| Ret  | Siegfried Minich       | Rotax      | Ret       |      |
| Ret  | Jean-Michel Mattioli   | Yamaha     | Ret       |      |
| Ret  | Christian Sarron       | Yamaha     | Ret       |      |
| Ret  | Hans Müller            | Yamaha     | Ret       |      |

## Resultados 125cc
En la categoría de menor cilindrada, duelo de dos pilotos españoles Ricardo Tormo y Ángel Nieto, que se resuelve a favor de este último por tan solo un centésima de segundo. De esta manera, Nieto obtiene su victoria número 50 y se queda a tan solo un punto de conseguir su undécimo título mundial.
| Pos. | Piloto               | Moto       | Tiempo   | Pts. |
| ---- | -------------------- | ---------- | -------- | ---- |
| 1    | Ángel Nieto          | Garelli    | 33.30.90 | 15   |
| 2    | Ricardo Tormo        | Sanvenero  | 33.30.91 | 12   |
| 3    | Pier Paolo Bianchi   | Sanvenero  | 33.41.13 | 10   |
| 4    | Eugenio Lazzarini    | Garelli    | 34.01.82 | 8    |
| 5    | Iván Palazzese       | MBA        | 34.10.23 | 6    |
| 6    | Pierluigi Aldrovandi | MBA        | 34.10.31 | 5    |
| 7    | Hans Müller          | MBA        | 34.11.12 | 4    |
| 8    | August Auinger       | MBA        | 34.11.87 | 3    |
| 9    | Bruno Kneubühler     | MBA        | 34.33.58 | 2    |
| 10   | Willy Pérez          | MBA        | 34.33.71 | 1    |
| 11   | Stefan Dörflinger    | Morbidelli | 34.57.28 |      |
| 12   | Lucio Pietroniro     | MBA        | 34.59.04 |      |
| 13   | Matti Kinnunen       | MBA        | 34.59.26 |      |
| 14   | Maurizio Vitali      | MBA        | 34.59.45 |      |
| 15   | Anton Straver        | MBA        | 35.01.03 |      |
| 16   | Johnny Wickström     | MBA        | 35.01.15 |      |
| 17   | Jean-Claude Selini   | MBA        | 1 Vuelta |      |
| 18   | Gerhard Waibel       | MBA        |          |      |
| 19   | Willem Heykoop       | Sanvenero  |          |      |
| 20   | Erich Klein          | MBA        |          |      |
| 21   | Frédéric Michel      | MBA        |          |      |
| 22   | Chris Baert          | MBA        |          |      |
| 23   | Alfred Waibel        | Waibel     |          |      |
| 24   | Andrés Sánchez       | MBA        |          |      |
| 25   | Jan Bäckström        | MBA        |          |      |
| 26   | Ray Swann            | MBA        |          |      |
| 27   | Dave Shearer         | MBA        |          |      |
| 28   | Jacky Hutteau        | MBA        |          |      |
| 29   | Peter Sommer         | MBA        |          |      |
| 30   | Tore Alexandersson   | MBA        |          |      |
| 31   | Helmut Lichtenberg   | MBA        |          |      |
| 32   | Paul Bordes          | MBA        |          |      |
| 33   | Werner Schmied       | MBA        |          |      |
| 34   | Rolf Rüttimann       | MBA        |          |      |
| 35   | Bill Robertson       | MBA        |          |      |
| Ret  | Olivier Liégeois     | Sanvenero  | Ret      |      |
| Ret  | Roberto Ruosi        | MBA        | Ret      |      |
| Ret  | Alex Bedford         | MBA        | Ret      |      |
| Ret  | Per-Edvard Carlsson  | MBA        | Ret      |      |
| Ret  | David Fabian         | Sanvenero  | Ret      |      |
| Ret  | Tony Smith           | MBA        | Ret      |      |
| Ret  | Reiner Koster        | MBA        | Ret      |      |
| Ret  | Peter Banks          | MBA        | Ret      |      |